# Kröttenbach
Kröttenbach ist ein Gemeindeteil der Gemeinde Unterschwaningen im mittelfränkischen Landkreis Ansbach in Bayern. Die Gemarkung Kröttenbach hat eine Fläche von 2,294 km². Sie ist in 195 Flurstücke aufgeteilt, die eine durchschnittliche Fläche von 11.766,91 m² haben.

## Geographie
Das Dorf liegt am Rande des Fränkischen Seenlands und ist von Acker- und Grünland umgeben. Im Südosten befindet sich die Flur Lehenbuck, im Westen Löhle. im Norden liegt das Rahholz und im Osten das Langenholz. Durch den Ort fließt der Kröttenbach, ein rechter Zufluss des Arrabachs, der bei Altentrüdingen mit dem Lentersheimer Mühlbach zusammenfließt, einem linken Zufluss der Wörnitz. Eine Gemeindeverbindungsstraße führt zur Kreisstraße AN 61 bei Unterschwaningen (1,3 km südwestlich) bzw. nach Cronheim zur Kreisstraße WUG 25 (2 km nordöstlich).

## Geschichte
Südlich von Kröttenbach ließ sich eine der ältesten Bauernsiedlungen in der Region Hesselberg nachweisen. Die dort aufgefundenen Steinzeitgeräte und Bruchstücke der ältesten Bandkeramik datieren in die Zeit um 5600 v. Chr. Zum Gemeindeteil zählt auch der Bühlhof, ein ehemaliger Lehenhof der Fürsten von Oettingen, und die beiden zum ehemaligen Schlossgut Cronheim gehörigen Anwesen in der Steingrube. Die übrigen Besitzer waren den Schlossgütern in Unterschwaningen und Laufenbürg zinspflichtig.
Kröttenbach lag im Fraischbezirk des ansbachischen Oberamtes Wassertrüdingen. Die Dorf- und Gemeindeherrschaft übte das ansbachische Verwalteramt Schwaningen aus. Gegen Ende des 18. Jahrhunderts gab es 18 Anwesen und ein Gemeindehirtenhaus. Grundherren waren
- das Verwalteramt Schwaningen (1 Zweidrittelhof, 1 Drittelhof, 4 Halbhöfe, 3 Söldengüter, 1 Söldengütlein, 1 Lehengut mit Bierschenk- und Branntweinbrennrecht)
- das eichstättische Vogtamt Cronheim (1 Hof, 1 Söldengut, 1 Lehengut, 1 Lehengütlein)
- die Herrschaft Sommersdorf-Thann (2 Halbhöfe, 1 Gut).[7][8]

Von 1797 bis 1808 unterstand der Ort dem Justiz- und Kammeramt Wassertrüdingen.
1806 kam Kröttenbach an das Königreich Bayern. Infolge des Gemeindeedikts wurde es 1809 dem Steuerdistrikt Obermögersheim zugeordnet. Zugleich entstand die Ruralgemeinde Kröttenbach. Sie war in Verwaltung und Gerichtsbarkeit dem Landgericht Wassertrüdingen zugeordnet und in der Finanzverwaltung dem Rentamt Wassertrüdingen (1919 in Finanzamt Wassertrüdingen umbenannt, 1932–1973 Finanzamt Gunzenhausen, seit 1973 Finanzamt Ansbach). Die Verwaltung übernahm 1862 das neu geschaffene Bezirksamt Dinkelsbühl (1939 in Landkreis Dinkelsbühl umbenannt). Die Gerichtsbarkeit blieb beim Landgericht Wassertrüdingen (1879 in Amtsgericht Wassertrüdingen umbenannt), von 1956 bis 1970 war das Amtsgericht Gunzenhausen zuständig, von 1970 bis 1973 das Amtsgericht Dinkelsbühl, das seit 1973 eine Zweigstelle des Amtsgerichtes Ansbach ist. Die Gemeinde hatte 1964 eine Gebietsfläche von 2,293 km². Am 1. April 1971 wurde die Kröttenbach im Zuge der Gebietsreform in Bayern nach Unterschwaningen eingegliedert. Mit der Auflösung des Landkreises Dinkelsbühl im Jahr 1972 kam Kröttenbach an den Landkreis Ansbach.

### Baudenkmal
- Eisenbahnbrücke der Ludwig-Süd-Nordbahn[15]

### Bodendenkmäler
In der Gemarkung Kröttenbach gibt es drei Bodendenkmäler.

### Einwohnerentwicklung
| Jahr      | 1818   | 1840   | 1852   | 1855   | 1861   | 1867   | 1871   | 1875   | 1880   | 1885   | 1890   | 1895   | 1900   | 1905   | 1910   | 1919   | 1925   | 1933   | 1939   | 1946   | 1950   | 1952   | 1961   | 1970   | 1987   |
| Einwohner | 108    | 114    | 113    | 128    | 127    | 140    | 138    | 132    | 123    | 128    | 127    | 129    | 112    | 116    | 104    | 130    | 124    | 115    | 104    | 162    | 145    | 119    | 110    | 111    | 93     |
| Häuser    | 19     | 19     |        |        |        |        | 22     |        |        | 21     | 23     |        | 21     |        |        |        | 23     |        |        |        | 27     |        | 24     |        | 22     |
| Quelle    | [ 17 ] | [ 18 ] | [ 19 ] | [ 19 ] | [ 20 ] | [ 21 ] | [ 22 ] | [ 23 ] | [ 24 ] | [ 25 ] | [ 26 ] | [ 19 ] | [ 27 ] | [ 19 ] | [ 28 ] | [ 19 ] | [ 29 ] | [ 19 ] | [ 19 ] | [ 19 ] | [ 30 ] | [ 19 ] | [ 12 ] | [ 31 ] | [ 32 ] |

## Religion
Der Ort ist seit der Reformation evangelisch-lutherisch geprägt und war ursprünglich teils in die Dreifaltigkeitskirche (Unterschwaningen), teils nach St. Anna (Obermögersheim) gepfarrt. Seit der ersten Hälfte des 20. Jahrhunderts ist nur noch die Pfarrei Unterschwaningen zuständig. Die Einwohner römisch-katholischer Konfession waren ursprünglich nach St. Maria Magdalena (Cronheim) gepfarrt, heute ist die Pfarrei Heilig Geist (Wassertrüdingen) zuständig.